# Kabuki
Kabuki |歌舞伎| är en klassisk japansk teaterform, som uppstod vid 1600-talets början. Kabuki är känd för sina kraftigt stiliserade dans-draman och för
dess genomarbetade sminkning, den så kallade kumadori-sminkningen. Kraftfulla linjer i rött, blått eller svart är tänkt att understryka ansiktsmusklernas rörelser och symbolisera vissa rollfigurers grundläggande karaktär.

## Kabukins historiska och sociala kontext

### Etymologi
De tre enskilda kanji teckena, ka-bu-ki betyder, från vänster till höger, sjunga (歌), dansa (舞), och färdighet (伎). Kabuki översätts därför ibland som "sång- och danskonsten". Tecknen är dock så kallade ateji, vilka inte avspeglar den sanna etymologin. Kanji för 'skicklighet' brukar dock i allmänhet anspela på en artist i kabukiteater. Själva ordet kabuki anses härröra från verbet kabuku, som betyder "att luta" eller "att vara utom det vanliga", så kabuki kan tydas som "avant-garde" eller "bizarr" teater. Uttrycket kabukimono (歌舞伎者) syftade ursprungligen på de som var märkligt klädda och stoltserade på gatan.

### 1603–1652 Kvinnornas och ynglingarnas kabuki i Kyoto

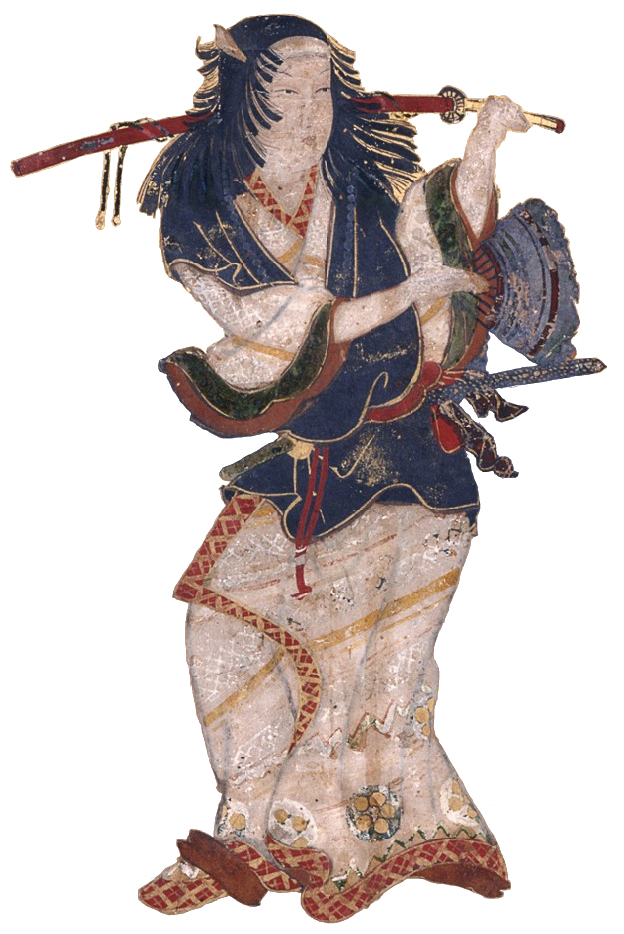
Det tidigaste porträttet av Okuni (1600-tal)

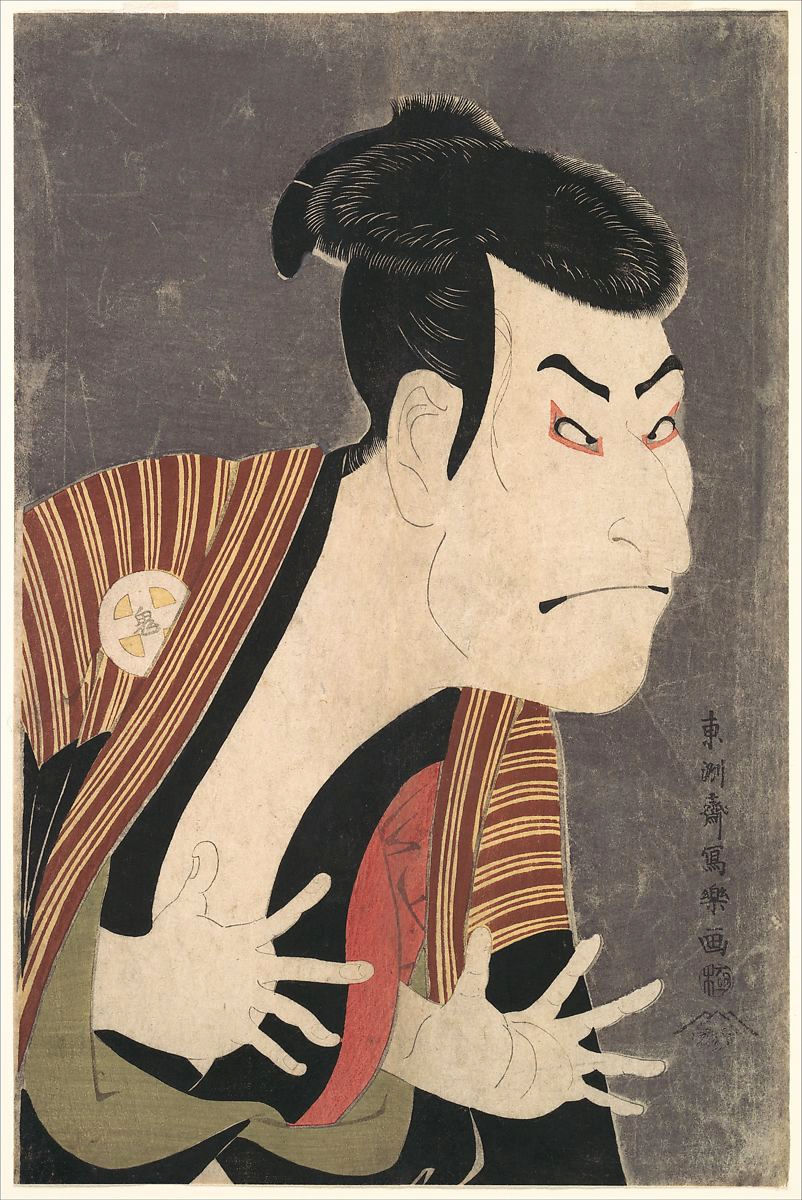
Ukiyo-e-bild av kabukiskådespelaren Otani Oniji II i den mycket uttrycksfulle träsnittsmästaren Sharakus tolkning. Ukiyo-e och kabuki är exempel på nya konstformer som blomstrade i Edo under Edoperioden.

Kabuki tog sina första steg 1603, när Okuni från Izumo började uppträda med en ny typ av dansdrama på Kyotos uttorkade flodbäddar. Hon var troligen en av Izumo Taishas miko (巫女), en "tempeljungfru". Miko är en japansk term som ursprungligen motsvarade sysslor som "kvinnlig shaman, medium, profet, prästinna", en som förmedlade gudomliga orakelsvar. Kvinnliga skådespelare fick såväl mans- som kvinnoroller i komiska stycken om vardagslivet. Stilen blev omedelbart populär; Okuni blev till och med ombedd att uppträda för det kejserliga hovet. I kölvattnet på sådan framgång, bildades snabbt rivaliserande trupper, och Kabuki föddes som dans- och drama-ensemble framförd av kvinnor – en form helt olik dess moderna inkarnation. Mycket av dess dragningskraft i denna tid berodde på det oanständigt, buskis-suggestiva framförandet som många trupper visade upp; och dess lockelse förhöjdes ytterligare av det förhållandet att artisterna ofta även tillhandahöll prostitution. Av detta skäl hände det sig under Edoperioden att Kabuki även skrevs "歌舞妓" (sång & dans-prostituerad).
Under kabukins födelseperiod hade kvinnor alla rollerna i pjäserna. Det dröjde inte länge förrän dessa kvinnor samlade på sig fel typ av åhörare och drog till sig alltför mycket manlig uppmärksamhet. Sådan uppmärksamhet höjde somligas ögonbryn och på officiellt håll uppfattades det så att kvinnor höll på att degradera Kabukikonsten. År 1629 blev kvinnor därför förbjudna att uppträda i kabukiföreställningar.
Eftersom kabuki redan blivit så populär, tog unga manliga skådespelare, kända som wakashu (ibland även oyama), över efter förbudet för kvinnor att uppträda. Dessa unga män kunde spela kvinnoroller med sin mindre maskulina framtoning och ljusare röstläge i jämförelse med vuxna män. Samtidigt med förändringen av aktörernas kön kom en ändrad vikt in i föreställningens utförande: en ökad tyngd lades vid dramatik framför dansen. Ynglingarnas föreställningar var dock lika burleska och frivola och även här var man tillgänglig för sexuella tjänster åt manliga kunder. Åhörarna blev ofta högljudda och gräl utbröt tidvis om någon särskilt vacker ung aktörs favörer, vilket fick shogunatet att 1652 förbjuda även unga manliga skådespelare.

### Edo
Edos kulturliv kom i högsta grad att handla om populärkultur, i motsats till elitens, adelns och kejsarens finkultur. Denna Edos kulturella blomstring med ukiyo-ekonstnärer, japanskspråkig litteratur och skådespel, som stack av mot den traditionella, mer kinesiskt influerade kulturen, blev även kabukiteaterns guldålder.
Under Genrokueran, frodades kabukin. Kabukipjäsens ”affärsidé” formaliserades under denna period, liksom flera stiliseringselement. Konventionella typer av rollkaraktärer lades fast. Kabukiteater och ningyō jōruri, den utarbetade form av dockteater som senare blev känd som bunraku, fick en nära relation under denna period. Var och en har sedan dess påverkat den andras utveckling. Den namnkunnige pjäsförfattaren Chikamatsu Monzaemon blev en av de första professionella författarna av kabukipjäser. Han producerade flera inflytelserika verk, fastän det stycke som vanligtvis erkänns som hans mest betydelsefulla, Sonezaki Shinju (Kärlekssjälvmorden vid Sonezaki), ursprungligen skrevs för bunraku. Liksom många andra bunrakustycken blev det dock anpassat till kabuki, och det gav upphov till åtskilliga imitatörer. I själva verket rapporterades att det och liknande pjäser förorsakade så många verkliga "copycat"-självmord att myndigheterna förbjöd shinju mono (pjäser om älskandes dubbla självmord) år 1723. Ichikawa Danjūrō I var också verksam under denna tid och han har credited med att utveckla gimmicken mie poseerna och den masklika kumadori makeupen.
Kabukin hade en tids nedgångsperiod efter 1700-talets mitt, då bunraku tog dess plats som första klassens scenunderhållning bland de lägre samhällsklasserna. Detta inträffade delvis som följd av att flera skickliga bunrakuförfattare då debuterat. Föga hände inom kabukins utveckling till seklets slut, när den började återhämta sig.

### Kabuki från Meijiperioden

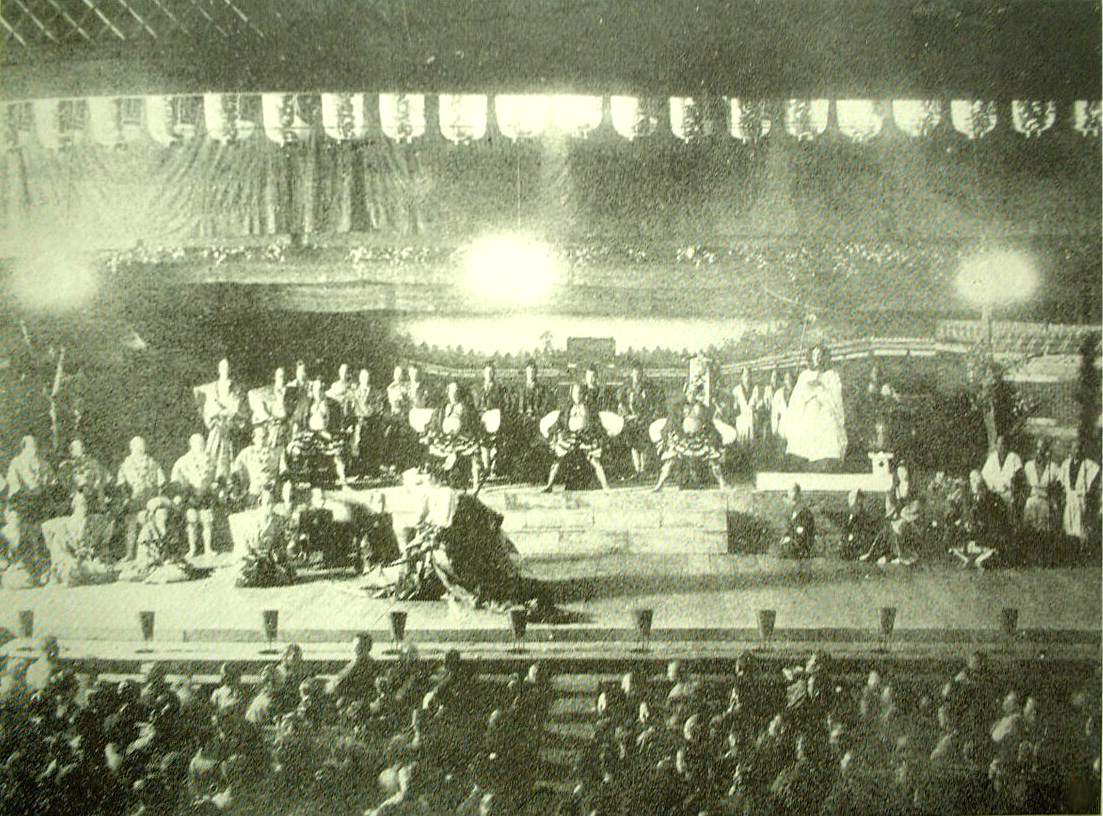
1895 års novemberproduktion av Shibaraku på Tokyos Kabukizateatern

De ofantliga kulturella förändringar, som hade inletts med Tokugawashogunatets fall 1868, upphävandet av samuraiklassen och Japans öppnande mot västvärlden, hjälpte till att dra igång kabukins återtåg. När som kulturen kämpade med att anpassa sig till sin nya brist på isolering, strävade skådespelare efter att förhöja kabukins rykte inom överklassen och att anpassa de traditionella stilarna till modern smak. De lyckades till slut få framgång i detta hänseende – vid ett tillfälle, den 21 april 1887 gavs en föreställning för Meiji-kejsaren.
Åtskilliga kabukibyggnader förstördes av bombanfall under Andra världskriget, och ockupationstrupperna förbjöd kabukiföreställningar efter krigsslutet. År 1947 hävdes dock förbudet och föreställningar tog åter sin början.

### Kabuki efter kriget
Perioden omedelbart efter stillahavskriget var en svår tid för kabuki. Förutom den ödeläggelse som drabbat större japanska städer genom krigshändelser, så var den gällande trenden att förkasta det förflutnas stilar och tankar, däribland också kabuki. Regissören Tetsuji Takechis populära och innovativa produktioner av kabukiklassiker vid denna tid antas ha fått till stånd ett återfött intresse för kabuki i Kansai-området.

## Några av kabukins särdrag

### Scendesign

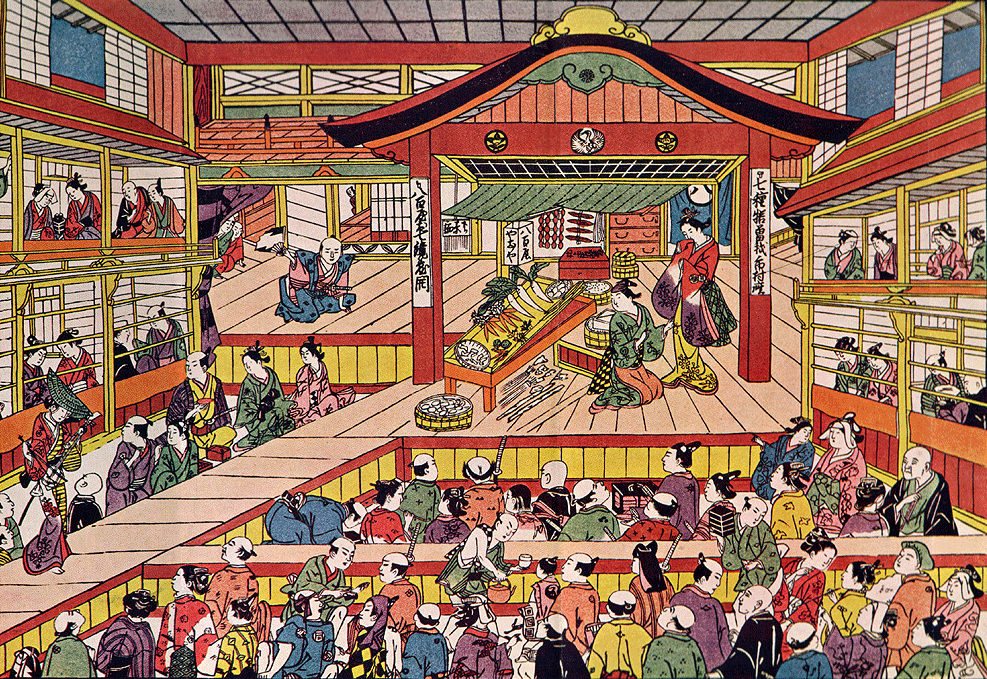
Shibai Ukie ("En Scen från en Pjäs") av Masanobu Okumura (1686–1764), som visar Edo Ichimura-za teatern på tidigt 1740-tal.

Kabukiscenen innehåller ett utsprång som kallas hanamichi (花道; ordagrant blomsterväg), en upphöjd promenadramp som sträcker sig in i auditoriet och via vilken dramatiska entréer och sortier kan utföras. Även Okuni uppträdde på en hanamichi-scen med sitt följe. Denna typ av scen spelar en framträdande roll i kabukiteatern. Den används inte bara som gångbräda eller bana för att ta sig till och från huvudscenen, utan här utspelar sig också viktiga scener. Kabukis spelplatser och teatrar har med tiden blivit allt mer tekniskt sofistikerade. Innovationer såsom vridscener och falluckor introducerades under 1700-talet, och har bidragit stort till professionellt uppförande av kabukipjäser. En drivande kraft har varit önskan att förfina manifesterandet av ett ofta förekommande tema hos kabukiteatern, det med det plötsliga, dramatiska avslöjandet eller förvandlingen. Ett antal scenknep, inbegripet skådespelares snabba uppdykande och försvinnande, har utvecklats med användning av dessa innovationer. Termen keren (外連), oftast översatt spel för gallerierna, används ibland som en ”catch-all”-fras för dessa trick. Hanamichi och flera innovationer inklusive vridscen, seri och chunori har alla bidragit till mer sofistikerade kabukipjäser, där hanamichi skapar en djup-dimension och såväl seri som chūnori bildar den tredje, höjd-dimensionen.
Mawari-butai (vridscen) kom fram under Kyōhō eran (1716–1735).  Effekten kunde till att börja med uppnås genom att på-scen fösa en rund, hjulförsedd plattform. Denna teknik växte sedan fram till en cirkelskiva, som skars ut ur scengolvet med hjul därunder för att underlätta förflyttning. När scenbelysningen sänks under denna aktövergång, är den känd som kuraten (“mörklagd snurr”). Mera vanligt är att ljusen lämnas på för akaten (“belyst snurr”), ibland med förbiglidande scener i ett svep för dramatisk effekt. Denna typ av skådeplats sattes upp i Japan första gången för 300 år sedan, ett inhemskt bygge, som var designat för snabba scenbyten. En sådan estrad anses mycket användbar, därför att den underlättar övergången utan ovidkommande distraktioner.
Seri syftar på de scenfällor som har blivit vanligt förekommande i kabuki sen mitten på 1700-talet. Dessa fällor höjer och sänker skådespelare eller uppsättningar till scenen. Med seridashi eller seriage avses de fällor som flyttar uppåt och serisage eller serioroshi, när de sänks. Denna teknik brukas ofta för den dramatiska effekten att få en hel scen att nedifrån så att säga dyka upp på spelplatsen. 

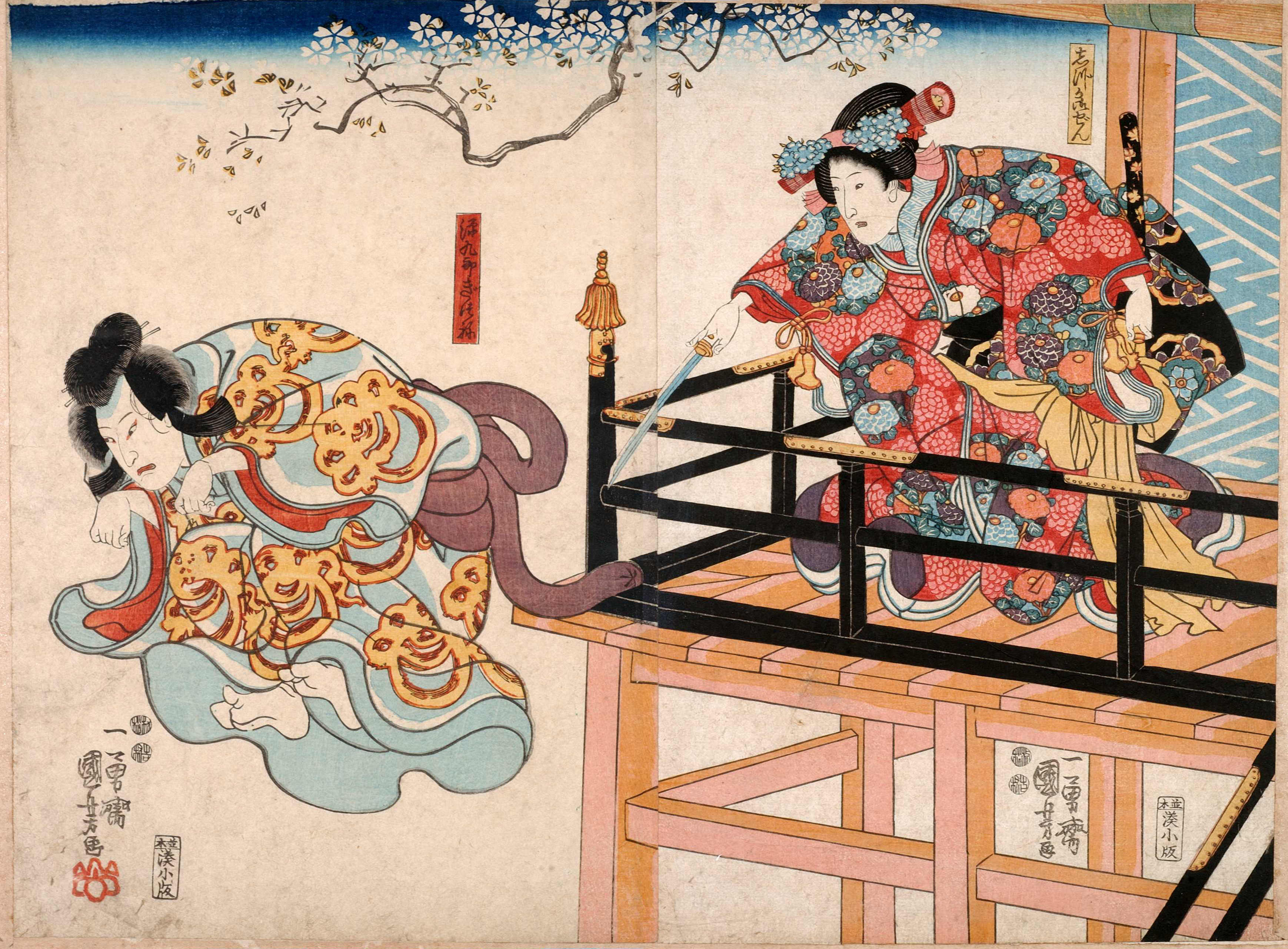
Chūnori: Kunitarō Sawamura II som Kitsune Tadanobu (t vänster) flygande över estraden, i 1847 års augustiuppsättning av Yoshitsune Senbon Zakura

Chūnori (ritt i fria luften) är en teknik, som kom fram mot mitten av 1800-talet, i vilken en skådespelares dräkt är förbunden med linor och han fås att “flyga” över scenen och/eller delar av auditoriet. Detta påminner om reptrick i scenmusikalen Peter Pan, i vilken Peter slungar sig själv ut i luften. Åtgärden är fortfarande ett av populära keren (synliga trick) i dagens kabuki. Större kabuki teatrar, såsom Nationalteatern, Kabuki-za och Minami-za, är alla utrustade med chūnori sceninstallationer.
I kabuki, liksom i några andra japanska scenkonster, görs ibland mindre sceneriförändringar mitt i en scen, medan skådespelarna är kvar på scengolvet och ridån är öppen. Detta kan genomföras med hjälp av en Hiki Dōgu, eller liten scenvagn. Tekniken uppstod i början på 1700-talet, då kulisser eller aktörer flyttades upp eller ned från scenen med en plattform på hjul. Det är också vanligt med scenarbetare som rusar in på scenen och lägger till eller flyttar ut diverse kulisser och annat sceneri. Dessa scenarbetare, kända som kuroko (黒子), är alltid klädda helt i svart och ska av tradition uppfattas som osynliga.  Scenarbetarna assisterar även med ett otal av snabba dräktbyten, kända som hayagawari (snabb-byte)steknik. I pjäser, där en rollfigurs sanna natur plötsligt uppdagas, kommer ofta knep som hikinuki eller bukkaeri till pass. Hikinuki eller bukkaeri uppnås genom att ha dräkter i flera lossbara lager över varandra och få en scenarbetare att dra bort den förbrukade inför publikens ögon.

### Uppförandetyper
Det finns tre huvudkategorier av kabukipjäser: jidai-mono (時代物), historiska, eller pre-Sengoku-periodenberättelser, sewa-mono (世話物), borgerliga familjedramer, eller post-Sengoku-berättelser, och shosagoto (所作事), dansstycken.
Kanadehon Chūshingura, en av de mest berömda pjäserna i kabukins repertoar, duger som ett utmärkt exempel på Jidaimono. Den är efter vad man låter påskina satt i 1330-talet, fastän den i själva verket återger den samtida (1700-tals) de 47 Ronins hämndaffär. 

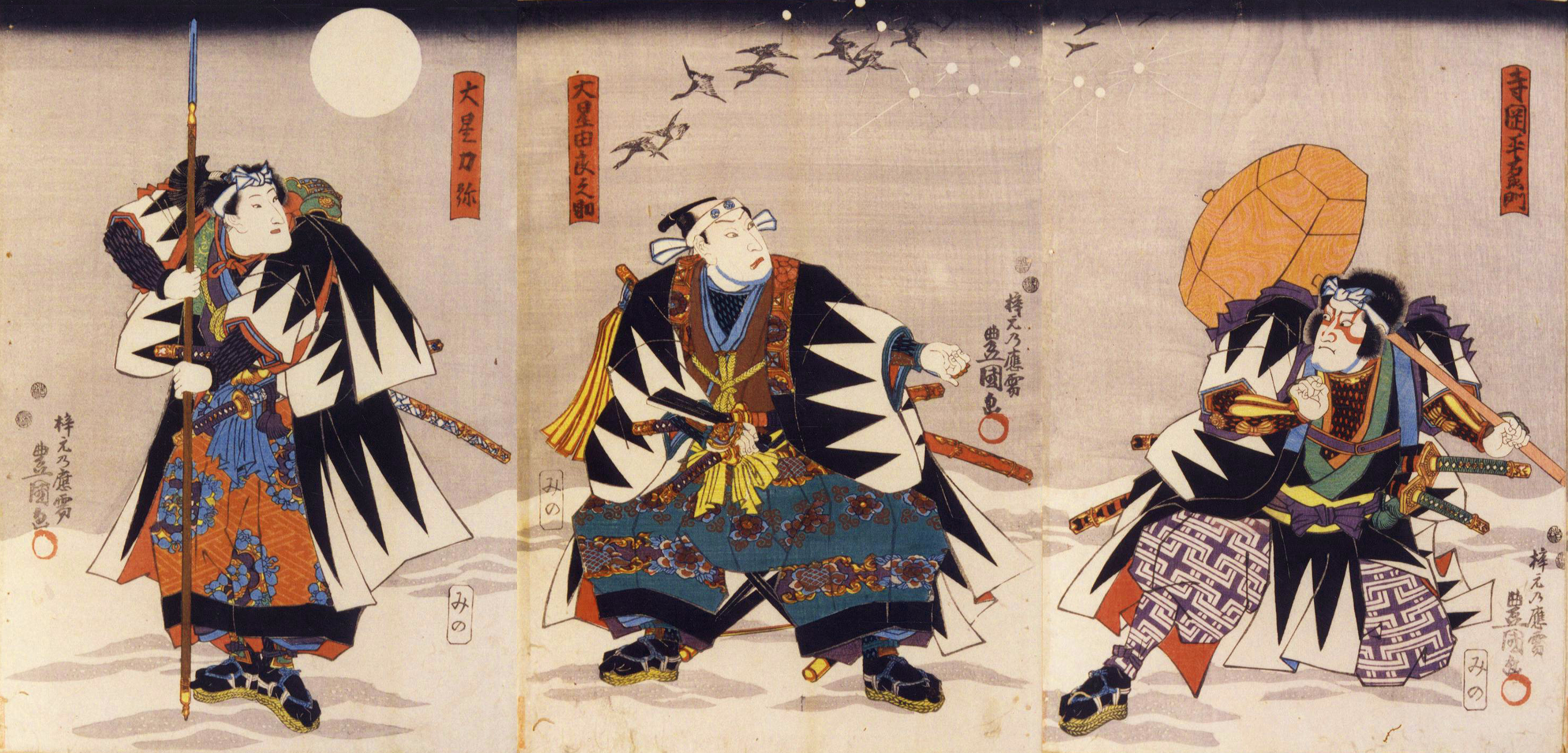
1849 års marsuppsättning av Kanadehon Chūshingura på Edo Nakamura-za teatern

Olikt jidaimono som i allmänhet fokuserade på samuraiklassen, så trycker sewamono primärt på vanligt folk, nämligen stadsfolk och bönder. Oftast refererade som "domestic plays" på engelska, så knöt sewamono i allmänhet an till familjedrama- och romansteman. Några av de mest kända sewamono är säkerligen shinjū, kärlekssuicidspelen, adapterade från verk av bunraku-pjäsförfattaren Chikamatsu. Dessa rör sig kring romantiska par, som inte kan vara samman i livet till följd av skilda omständigheter och som därför beslutar sig för att i stället bli tillsammans i döden. De flesta sewamono innehåller betydande element av detta tema av socialt tryck och begränsningar.
Viktiga karakteristika för Kabukiteater inbegriper mie (見得), i vilken skådespelaren intar en livfull pose för att framhäva sin rollkaraktär. Vid denna punkt hörs ibland hans husnamn (yagō, 屋号) i ett högt rop (kakegoe, 掛け声) från någon expert bland åskådarna. Detta tjänar såväl till att uttrycka som att framhäva auditoriets uppskattning av aktörens bedrift. En ännu större komplimang kan ges genom att utropa namnet på aktörens fader.
Keshō, kabukins makeup, erbjuder ett stilelement, som är lätt igenkännbart även för konstformens amatörer. Rispuder används för att skapa den vita oshiroi grunden, och kumadori framhäver eller överdriver ansiktslinjer för att få fram dramatiska djur- eller övernaturliga masker åt skådespelarna. Kumadorins färg ger uttryck för rollkaraktärens natur: röda linjer brukar visa passion, hjältemod, rättskaffenhet, och andra positiva drag; blått eller svart, skurkaktighet, avund, och negativa drag; grönt, det övernaturliga och purpur, adelskap.

## Pjässtruktur
Kabuki, liksom flera traditionella former av drama i Japan såväl som i andra kulturer världen runt, genomfördes, och görs så än ibland, som heldagsevenemang. Snarare än att övervara en enstaka pjäs om 2–5 timmar, som nu är brukligt i modern västerländsk teater, kunde man "fly" från den dagliga tristessen och ägna en hel dag åt underhållning i teaterdistriktet. Fastän vissa pjäser, särskilt de historiska jidaimono, kunde pågå under en hel dag, så var flertalet pjäser kortare och kunde arrangeras, helt eller delvis, jämte andra pjäser till att fylla ett heldagsprogram. Detta för att det krävdes av kabukiföreställningar att få en publik med skilda preferenser, från historiska pjäser till familjedramer, att trivas under ett heldagsprogram.
Strukturen hos ett heldagsprogram, liksom själva pjässtrukturerna, hade i huvudsak utformats efter de konventioner som utbildats runt bunraku och nōspel, konventioner vilka likaledes dyker upp i otaliga andra traditionella japanska konstformer. Främst bland dessa står begreppet om jo-ha-kyū (序破急), vilket slår fast att alla saker ska utföras i en viss takt, en som börjar sakta, ökar tempo, och får ett snabbt slut. Detta begrepp, som nōspelens författarmästare Zeami Motokiyo har utbrett sig grundligt omkring, styr inte bara skådespelarnas aktioner, utan även strukturerna hos själva pjäsen som upplägget av scener och stycken inom ett dagslångt program.

## Några berömda pjäser

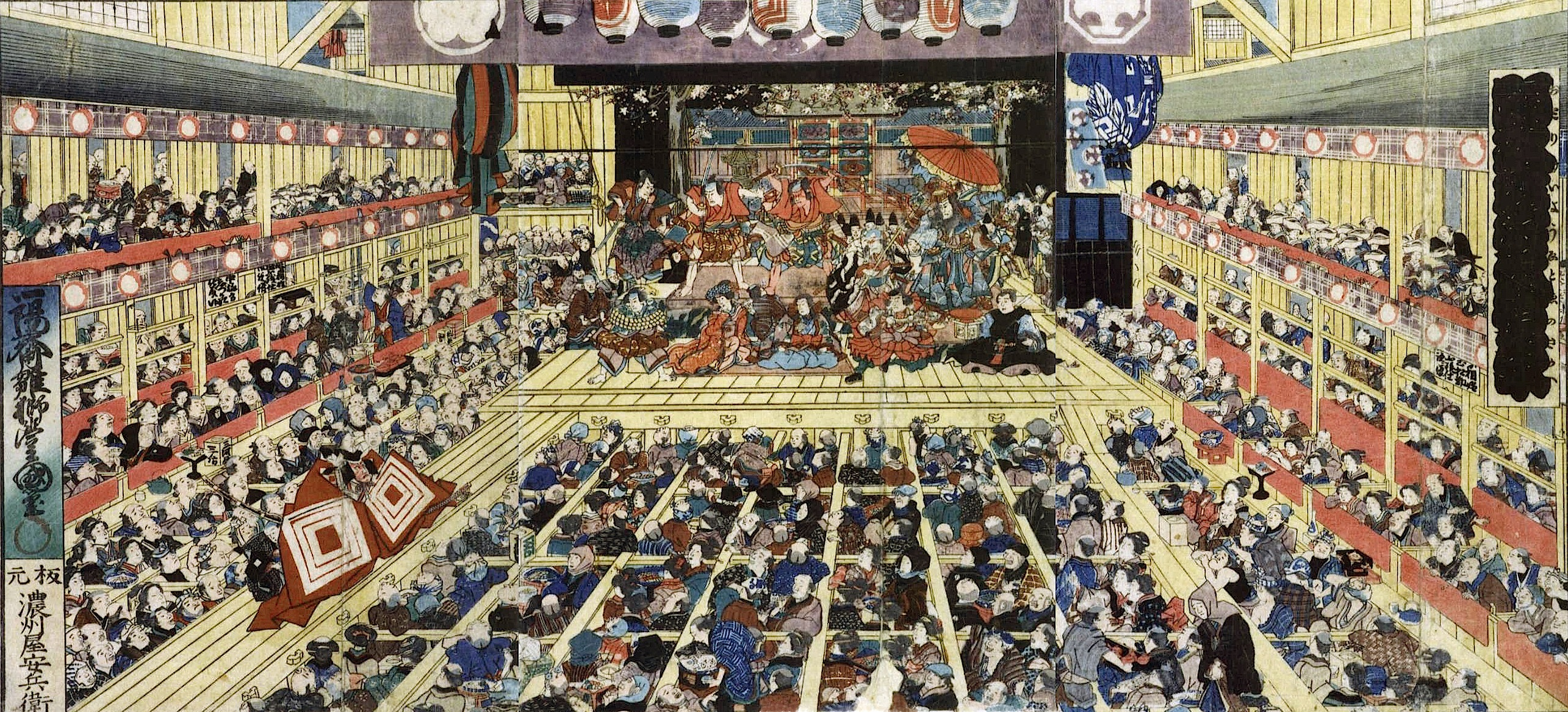
Edo Ichimura-za teaterns uppsättning i juli 1858 av Shibaraku i Toyokuni III:s tolkning.

Det finns ett stort antal kända verk i dag, men tre av de mest aktade skrevs under tre påföljande år i mitten av 1700-talet. Liksom de flesta längre, allvarligare och mer dramatiska kabukipjäserna, så var de från början skrivna för jōruri (bunraku) och adapterades till kabuki strax efteråt. Alla tre författades mellan 1746 och 1748 av Takeda Izumo II, Miyoshi Shōraku och Namiki Senryū I.
- Kanadehon Chūshingura (Trogna Underlydandes Guldgruva) är den berömda berättelsen om de Fyrtiosju Rōnin, som spårar upp sin herres mördare och utkräver hämnd på honom, innan de själva, som deras hederskodex fordrar, begår seppuku för dödandet av deras herre.[10]

- Yoshitsune Senbon Zakura (Yoshitsune och de Tusen Körsbärsträden) följer Minamoto no Yoshitsune när han flyr undan sin bror Yoritomos agenter. Tre Taira-generaler som förmodas stupade i Genpei-kriget figurerar då och då, eftersom deras död skulle säkra ett klart slut på kriget och fredens ankomst, såsom en kitsune (räv) kallad Genkurō.[11]

- Sugawara Denju Tenarai Kagami (Sugawara och Kalligrafins Hemligheter) är baserad på den berömde lärde Sugawara no Michizanes liv (845–903), som är förvisad från Kyoto. Vid hans död inträffar ett antal katastrofer i huvudstaden. Han blir sedan förgudad som Tenjin, lärdomens kami och dyrkad så att hans osaliga ande ska få frid.[10]

- Shibaraku (しばらく) hör också till de mest populära styckena i kabukirepertoaren, och är en i urvalet av mest hyllade Kabuki Jūhachiban (18 Storslagna Pjäser). De praktfullt dramatiska dräkterna och make-upen kumadori som används i denna pjäs, är berömda och av den genomsnittlige västerlänningen vitt associerad med Kabuki i allmänhet. Titeln skulle på svenska lyda "Ett ögonblick!".

## Mera betydande teatrar i drift
- Tokyo
  - Kabuki-za
  - Meiji-za
  - Shinbashi Enbujō
  - Nationalteatern

- Kyoto

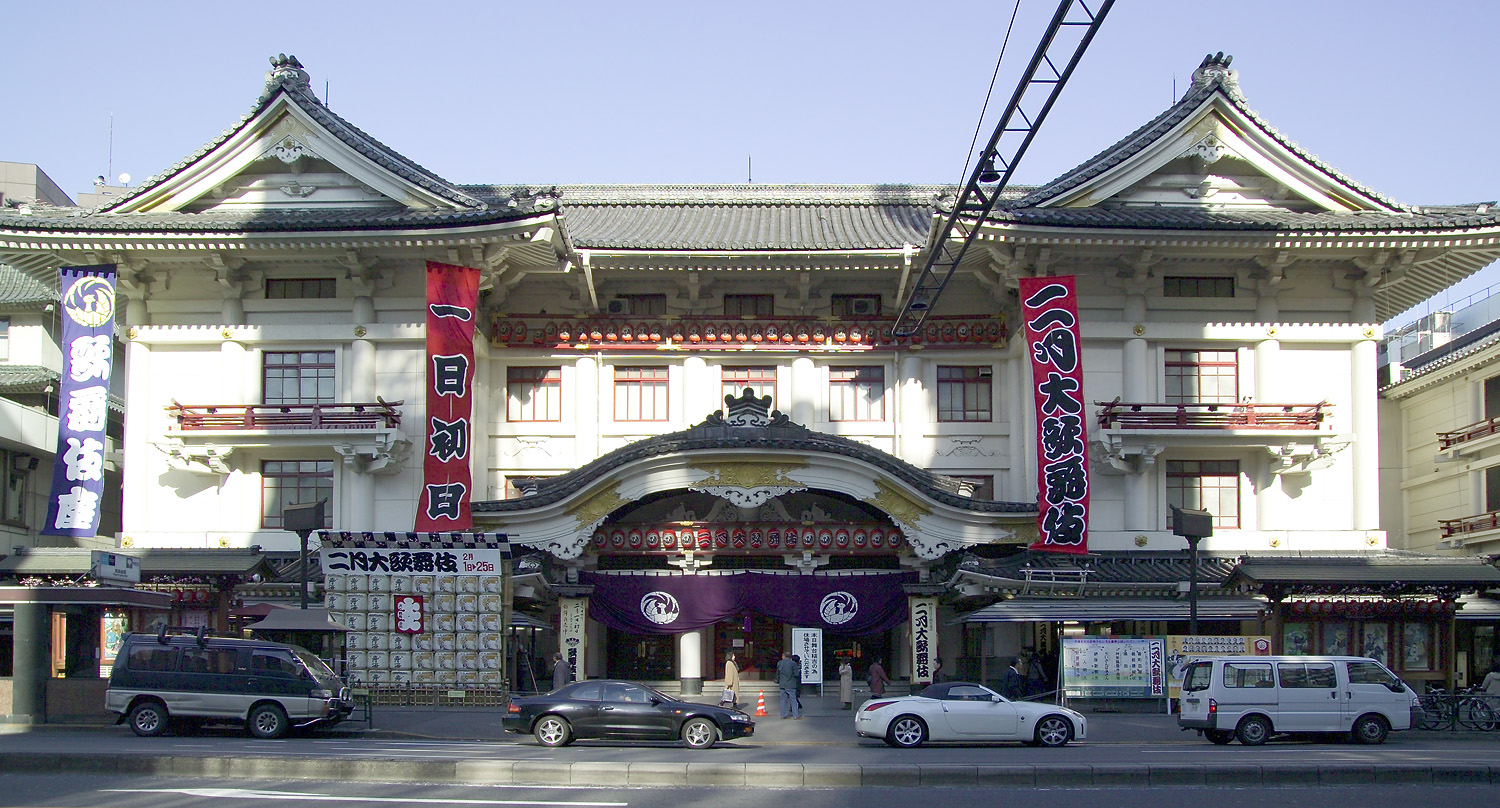
Kabukiza i Ginza är en av Tokyos ledande kabuki-teatrar.

  - Minami-za (nedre bilden till höger)

- Osaka
  - Shin-Kabuki-za
  - Osaka Shōchiku-za

- Nagoya
  - Misono-za
- Wikimedia Commons har media som rör Kabuki.
- Fukuoka
  - Hakata-za

- Kotohira
  - Kanamaru-za

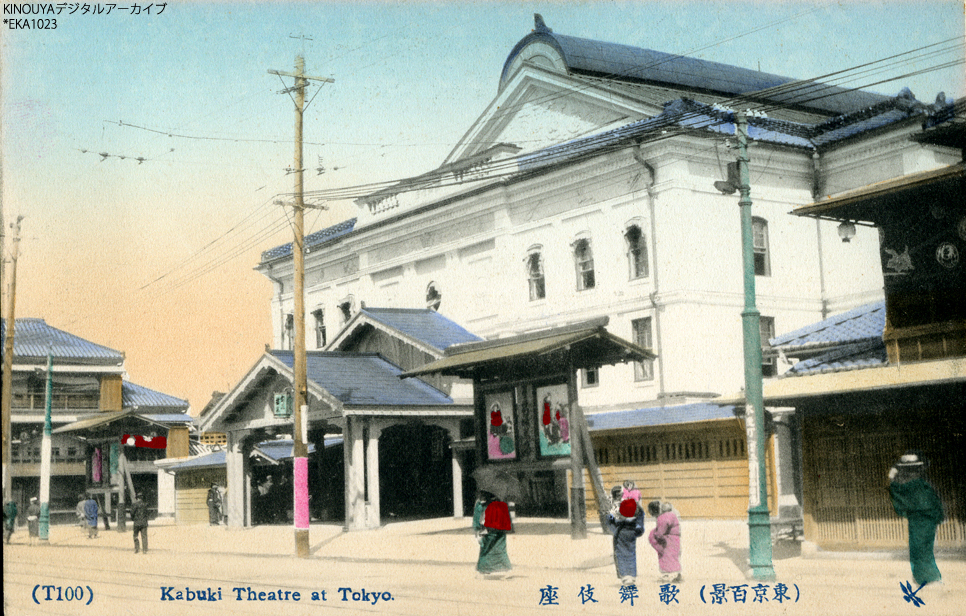
Tokyo Kabukiza (1889–1911)
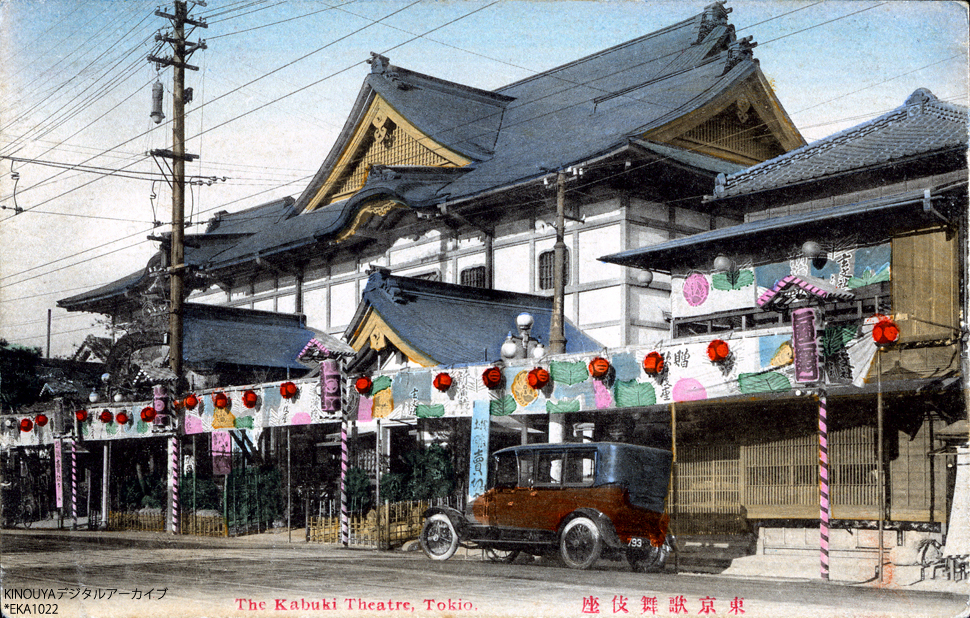
Tokyo Kabukiza återuppförd 1911 (1911–1921)
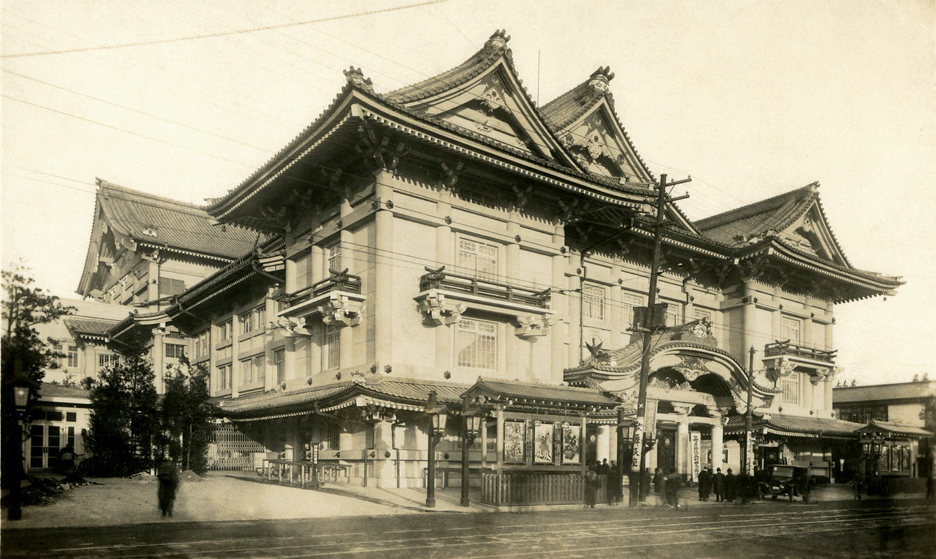
Tokyo Kabukiza teater (1924–1945)